# خاطرات قتل
خاطرات قتل (کره‌ای: 살인의 추억؛ انگلیسی: Memories of Murder) یک فیلم در ژانر درام و جنایی کره‌ای زبان است که در سال ۲۰۰۳ ساخته شد. این فیلم به کارگردانی و نویسندگی بونگ جون هو ساخته شده‌است. این داستان بر اساس حوادث واقعی اولین قتل‌های سریالی در تاریخ معاصر کرهٔ جنوبی است که بین سال‌های ۱۹۸۶ تا ۱۹۹۱ در هواسئونگ، استان گیونگی‌دو، اتفاق افتاد. سونگ کانگ‌هو و کیم سانگ‌کیونگ به ترتیب به عنوان کارآگاه پارک و کارآگاه سئو، دو نفر از کارآگاهانی که در تلاش برای حل این جنایات بودند، نقش‌آفرینی کردند.
این فیلم، دومین فیلم بلند سینمایی به دنبال اولین فیلم او در سال ۲۰۰۰ به نام «سگ‌هایی که واق می‌کنند گاز نمی‌گیرند» بود که بونگ کارگردانی می‌کرد. فیلمنامهٔ این سینمایی، توسط بونگ و شیم سونگ بو از نمایشنامهٔ کیم کووانگ‌ریم، در سال ۱۹۹۶، اقتباس شده‌است. فیلمبرداری فیلم و همچنین بازیگری سونگ کانگ هو مورد تحسین گسترده‌ای قرار گرفت.

## داستان
داستان فیلم در سال ۱۹۸۶ در کرهٔ جنوبی آغاز می‌شود. جایی که برای دومین بار جسد دختری با دست و پای بسته، و در حالی که مورد تجاوز قرار گرفته پیدا می‌شود. دو کارآگاه پلیس محلی خشن و جوان، مأمور رسیدگی به این پرونده شده و بدون هیچ ترفند خاصی، تنها با شکنجه و بازجویی مظنونین، در کارشان جلو می‌روند. تا اینکه یک کارآگاه حرفه‌ای از سئول می‌آید تا به آن دو در تحقیقات کمک کند. بعد از پیدا شدن سومین جسد زن، آن‌ها سرنخ‌هایی از این قاتل سریالی به دست می‌آورند.

## بازیگران
- سونگ کانگ هو - پارک دوو، کارآگاه مسئول پرونده
- کیم سانگ کیونگ - سئو تائون، یک کارآگاه جوانتر اما با تجربه‌تر از سئول که داوطلب کمک به پارک است
- کیم روی ها - چو یونگ کو، همکار پارک که از ضرب و شتم مظنونین لذت می‌برد و در بین زنان محبوب است
- سونگ جه هو - گروهبان شین دونگ چول، سرپرست کارآگاهان
- بیون هی بونگ - گروهبان کو هه‌بونگ، یکی دیگر از مقامات ارشد در این پرونده
- گو سو هی - افسر کوان کوی‌اوک، یک افسر پلیس زن که با دیگر کارآگاهان کار می‌کند تا پرونده را حل کند
- پارک نو شیک - بائک کووان هو، مردی با معلولیت ذهنی و یکی از مظنونین
- پارک هه ایل - پارک هیون گوی، کارگر کارخانه و مظنون دیگر پرونده
- جون می سون - کووک سئول یونگ، همسر پارک دوومان
- یوم هه ران - مادر سوهیون

## برخورد مخاطب
خاطرات قتل هم از طرف منتقدین و هم از طرف مخاطبان، با استقبال خوبی روبه‌رو شد. این فیلم، برندهٔ جایزهٔ ناقوس بزرگ سال ۲۰۰۳ صنعت فیلم کرهٔ جنوبی برای بهترین فیلم شد، در حالی که بونگ جون هو و سونگ کانگ هو به ترتیب جوایز بهترین کارگردانی و بهترین بازیگر اصلی را کسب کردند. در پایان اجرای داخلی، این فیلم توسط ۵٬۱۰۱٬۶۴۵ نفر دیده شده بود، که آن را به عنوان پربازدیدترین فیلم سال ۲۰۰۳ در کرهٔ جنوبی مطرح کرد. با اینکه که رکورد آن سرانجام توسط سیلمیدو، که در همان سال اکران شد، شکسته شد اما بیشتر مخاطبان سیلمیدو تا سال ۲۰۰۴ آن را ندیدند. در پایان اکران فیلم، خاطرات قتل پس از شیری، دوست و منطقهٔ امنیتی مشترک، چهارمین فیلم پربازدید تمام دوران کرهٔ جنوبی بود. موفقیت تجاری فیلم به عنوان دلیل نجات یکی از شرکتهای تولیدی آن، یعنی سایدوس پیکچرز، از ورشکستگی شناخته شده‌است.
خاطرات قتل در چندین جشنواره بین‌المللی فیلم، از جمله جشنواره فیلم کن، جشنواره بین‌المللی فیلم هاوایی، جشنواره بین‌المللی فیلم لندن، جشنواره بین‌المللی فیلم توکیو و جشنواره بین‌المللی فیلم سن‌سباستین به اکران درآمد، جایی که بونگ جون هو جایزهٔ بهترین کارگردانی را از آن خود کرد.
کارگردان کوئنتین تارانتینو خاطرات قتل را، به همراه فیلم دیگری از بونگ به نام میزبان، یکی از ۲۰ فیلم برتر محبوب خود از سال ۱۹۹۲ معرفی کرد و همچنین به عنوان «بهترین فیلم کره‌ای قرن» انتخاب شد.

## مطابقت با حوادث واقعی
در حالی که هرگز به تعداد کل جسدها در فیلم اشاره نشد، در کل ۱۰ قتل مشابه در منطقهٔ هواسئونگ بین اکتبر ۱۹۸۶ و آوریل ۱۹۹۱ اتفاق افتاد.
برخی از جزئیات قتل‌ها در فیلم، مانند فروکردن لباس زیر زنان در دهان‌شان توسط قاتل، از این پرونده گرفته شده‌است. همان‌طور که در فیلم نشان داده می‌شود، محققان مایعات بدن قاتل را در صحنه‌های جنایت پیدا کردند اما به تجهیزات لازم برای تعیین اینکه آیا دی‌ان‌ای آن با مظنونان مطابقت دارد، دسترسی نداشتند. پس از نهمین قتل، شواهد دی‌ان‌ای برای تجزیه و تحلیل به ژاپن (بر خلاف فیلم که به آمریکا فرستاده شد) ارسال شد، اما نتایج با مظنونان مطابقت نداشت.
در زمان اکران این سینمایی، همان‌طور که در فیلم می‌بینید، قاتل واقعی دستگیر نشد. با نزدیک شدن این پرونده به محدودیت مرور زمان، حزب یوری، که در آن زمان حزب اصلی کرهٔ جنوبی بود، در صدد اصلاح قانون برآمد تا دادستان‌ها زمان بیشتری برای یافتن قاتل داشته باشند. با این حال، در سال ۲۰۰۶ محدودیت مرور زمانی این پرونده به پایان رسید. بیش از ۱۳ سال بعد، در ۱۸ سپتامبر ۲۰۱۹، پلیس اعلام کرد که فردی به نام لی چون‌جائه را به عنوان مظنون این قتل‌ها شناسایی کرده‌است.

## جوایز
جشنواره هنری فیلم چون‌سا - سال ۲۰۰۳
- بهترین فیلم
- بهترین کارگردان - بونگ جون هو
- بهترین هنرپیشه - سونگ کانگ هو
- بهترین هنرپیشه نقش مکمل مرد - پارک نوشیک
- بهترین فیلمنامه - بونگ جون هو، شیم سونگ بو
- بهترین فیلمبرداری - کیم هیونگ کو
- بهترین تدوین - کیم سان‌مین

جشنواره منتقدان فیلم بوسان - سال ۲۰۰۳
- بهترین کارگردان - بونگ جون هو
- بهترین فیلمنامه - بونگ جون هو

جایزه ناقوس بزرگ - سال ۲۰۰۳
- بهترین فیلم
- بهترین هنرپیشه – سونگ کانگ هو
- بهترین کارگردان –بونگ جون هو

جشنواره بین‌المللی فیلم توکیو - سال ۲۰۰۳
- بهترین فیلم آسیایی

جشنواره اژدهای آبی - سال ۲۰۰۳
- بهترین تصویربرداری – کیم هیونگ هو

جشنواره فیلم کره‌ای - سال ۲۰۰۳
- بهترین فیلم
- بهترین کارگردان - بونگ جون هو
- بهترین هنرپیشه - سونگ کانگ هو
- بهترین فیلمنامه - بونگ جون هو و شیم سونگ بو
- بهترین فیلمبرداری - کیم هیونگ کو
- بهترین تدوین - کیم سان‌مین

جوایز انتخاب کارگردان - سال ۲۰۰۳
- بهترین کارگردان - بونگ جون هو
- بهترین هنرپیشه - سونگ کانگ هو
- بهترین تهیه‌کننده - چا سونگ جه

جایزه سیمرغ بلورین جشنواره فجر - سال ۲۰۰۳
- بهترین هنرپیشه – سونگ کانگ هو

جشنواره فیلم جنایی کنیاک - سال ۲۰۰۴
- جایزه اول
- جایزه برتر